# Deutscher Vortruppbund
Der Deutsche Vortruppbund (DVB) war eine Gruppierung innerhalb der frühen Jugendbewegung und der Lebensreformbewegung.

## Geschichte
Seit Beginn des Jahres 1912 erschien unter der Herausgeberschaft von Hans Paasche und Hermann Popert die Zeitschrift Der Vortrupp. Halbmonatsschrift für das Deutschtum unserer Zeit. Aufbauend auf dem zeitkritischen Dürerbund-Roman Helmut Harringa von Popert versuchte der Vortrupp alle Lebensreformbestrebungen zusammenzufassen. Infolge der Herausgabe der Hefte sammelten sich die Leser in Interessensgruppen, deren Bündelung im September 1912 zur Gründung des Deutschen Vortruppbundes führte. Ende 1913 zählte der Bund 4000 Mitglieder in etwa 150 Ortsgruppen. Der Bund war Mitbegründer der Freideutschen Jugend und im Oktober 1913 Mitausrichter des Ersten Freideutschen Jugendtages auf dem Hohen Meißner.

## Bekannte Mitglieder
- Hans Paasche Schriftsteller
- Hermann Popert, Amtsrichter, Autor
- Friedrich Muck-Lamberty, Kunsthandwerker